# علعل (جنس)
عُلْعُل أو عُلْعُلَة (الاسم العلمي: Melanocorypha)، جنس طيور القبرة. اسمه العلمي مشتق من اليونانية القديمة ويعني «الأسود».